# Черингма
Черингма (англ. Tsheringma) — маслянистый травяной чай, популярный в Бутане. Название чая происходит от имени бутанской богини долголетия, богатства и процветания. 
В состав чая входят два компонента: лепестки сафлора красильного (Carthamus tinctorius), также известного как Gurgum, который якобы «лечит сердце и нервы», и кора корня коричника гималайского (Cinnamomum tamala), известного как Shing-Tsha, который придаёт напитку вкус и улучшает пищеварение.
Используется в народной медицине. Бутанские целители считают, что травяной сбор оказывает успокаивающее и освежающее действие, и, как полагают, улучшает работу сердца, печени и пищеварительной системы, а также успокаивает нервы.